# Centaurium pulchellum
Espèce
Classification APG III (2009)
Espèce
Statut de conservation UICN

 LC  : Préoccupation mineure
Monde, France 
La Petite centaurée délicate ou Petite centaurée élégante (Centaurium pulchellum) est une espèce de plantes à fleurs de la famille des Gentianaceae.

## Taxonomie
Centaurium pulchellum (Sw.) Druce ne doit pas être confondue avec Centaurium pulchellum  (Batt.) Maire, nom illégitime synonyme de Centaurium candelabrum H. Lindb.

## Description
C'est une petite plante à fleurs roses.
La floraison a lieu de juin à septembre.

## Statuts de protection, menaces
L'espèce est évaluée comme non préoccupante aux échelons mondial et français.
En France, l'espèce peut localement se raréfier : elle a disparu (RE) en Basse-Normandie ; elle est considérée Quasi menacée (NT), proche du seuil des espèces menacées ou qui pourrait être menacée si des mesures de conservation spécifiques n'étaient pas prises, en Corse ; en danger (EN) en Limousin et Auvergne.
- Liste des espèces végétales protégées en Basse-Normandie

En Belgique, l'espèce est protégée légalement.
En Suisse, l'espèce est sur la liste rouge des plantes.

## Répartition
Europe.
Voir aussi
- Liste des plantes sauvages de la Belgique
- Liste de Tracheophyta de Bosnie-Herzégovine